# Lockheed T-33 Shooting Star
Локхид T-33 Шутинг Стар (в переводе на русский — «Падающая звезда») (англ. Lockheed T-33 Shooting Star) — учебно-тренировочный самолёт. Создан на базе американского истребителя F-80 «Шутинг Стар». Опытный самолёт был поднят впервые в воздух 22 марта 1948 года.

## История
У самолёта был горячий сторонник: вице-президент «Локхида» по связям с военным ведомством «MAC» Шорт, без веры которого в необходимости данного самолёта проект бы не состоялся. В течение трёх лет с 1945 г. по 1947 г. он пробивал эту идею, порой прямо вразрез с мнениями военных. Триумф его детища был внушительным — только «Локхид» выпустила 5691 единиц Т-33 в различных модификациях.
Было выпущено ещё 656 самолётов которые построила «Канадэйр» в Канаде и 210 «Кавасаки» в Японии. Большинство T-33 ушло за рубеж, в более чем 20 стран.
На базе T-33А был создан разведчик RT-33A, штурмовик АТ-33А. Разведчики и штурмовики Т-33 поставлялись США в первую очередь режимам, ведущим борьбу с внутренним «врагом». Позже, снимаемые с вооружения T-33А стали переделываться в летающие мишени QT-33A. Производство Т-33 на «Локхиде» прекратилось в 1959 г.

## Модификации
- T-33 учебно-тренировочный самолёт
- AT-33 лёгкий штурмовик.
- QT-33 самолёт-мишень.
- RT-33 одноместный самолёт-фоторазведчик.
- NT-33 специальный самолёт для исследования систем управления полетом (1997 год).
- DT-33 беспилотный самолёт управления.

## Боевое применение

### Встречи с «МиГами»
В ходе локальных конфликтов T-33 имели несколько встреч с реактивными истребителями типа МиГ.

### Корейская война
Всего в ходе войны было потеряно 14(1 из них с неизвестным результатом, и возможно не безвозвратно потерян) самолётов.
ВВС Тайваня
Тайваньским пилотам T-33 приходилось противостоять реактивным истребителям — китайским МиГ-15. Именно они участвовали в первом воздушном бою на этом истребителе.
17 ноября 1954 года тайваньский RT-33A (б/н 002, 12-я аэ) в районе провинции Фуцзянь был перехвачен истребителем МиГ-15. В ходе маневренного боя, «Шутинг Стар» влетел в скалы, пилот Ви Жаньхинь погиб.
27 июня 1955 пара тайваньских RT-33A 12-й аэ у побережья Фуцзянь была перехвачена звеном МиГ-15 ВМС НОАК, пилот китайского «МиГа» Ван Хон-Си с расстояния более полукилометра обстрелял и сбил один «Шутинг Стар» (б/н 007), пилот Ши Джинзе погиб.
ВВС США
Известен лишь один случай столкновения T-33 ВВС США с самолётами противника.
23 декабря 1957 года Т-33А (с/н 51-04413) ВВС США нарушил воздушное пространство Албании. Ему на перехват поднялась пара истребителей МиГ-15бис (пилоты А. Нгела и М. Хуса), которые принудили нарушителя к посадке на аэродром Кучова. Американский пилот майор Ховард Курран был задержан на 19 дней, после чего отпущен, трофейный самолёт возвращать не стали и после изучения выставили в музее города Гирокастра.
ВВС Таиланда
Единственный воздушный бой тайских T-33 произошёл во время войны во Вьетнаме.
4 сентября 1969 года RT-33A ВВС Таиланда (б/н 1140) встретился с истребителем МиГ-21 ВВС ДРВ. В ходе боя «Шутинг Стар» был сбит огнём 23-мм пушек.
Итоги встреч
Исходя из указанных выше данных известно о четырёх потерянных «Шутинг Старах», три при встречах с МиГ-15 и один при встрече с МиГ-21.

### ВВС Кубы
Наибольших успехов самолёты T-33 Shooting Star добились в составе Военно-Воздушных сил послереволюционной Кубы. Интенсивно применялись в 1961 году в ходе вторжения НВФ «Бригады 2506», где им противостояли поршневые самолёты.
До вторжения
До начала операции в ВВС Кубы числилось шесть боеспособных истребителей T-33.
- 5 марта 1961 года учебно-боевой самолёт AT-11 Kansan контрреволюционеров успел сбросить груз в прибрежном районе, после чего попытался уйти северным курсом. Однако, поднятый на перехват истребитель T-33A (б/н 709), пилотируемый Рафаэлем дель Пино, сбил его в районе Марьянао[12].
- 24 марта частный поршневой самолёт марки Beechcraft, с регистрацией США, вторгся в воздушное пространство Кубы. Нарушитель был перехвачен кубинским истребителем T-33A и принуждён к посадке в аэропорт к югу от Гаваны. Экипаж в составе двух граждан США, в том числе пилота Линдена Блю, был задержан и после переговоров отпущен[12].
- 15 апреля в ходе вылета на разведку в районе Баракоа в воздухе по неизвестной причине взорвался кубинский T-33A (б/н 707), пилот погиб[12].

15 апреля авиация контрреволюционеров нанесла первый авиаудар бомбардировщиками A-26B «Захватчик», который был направлен на выведение из строя кубинской авиации, точно неясно, были ли поражены T-33, или нет.
Вторжение
17 апреля 1961 года началось массированное вторжение «Бригады 2506» на территорию Кубы, поддержанное ударами нескольких десятков самолётов. К этому времени у кубинцев осталось лишь три T-33 (бортовые номера 703, 709 и 711). Обороняясь, кубинские пилоты «Шутинг Старов» уничтожили три бомбардировщика A-26B. Первый подбитый «Захватчик» с кодовым обозначением «Lion Two» смог долететь до Жирона, но из за повреждений разбился при посадке, пилот Матиас Фариас уцелел, штурман Эдуардо Гонсалес погиб. Второй «Paloma One» упал в море, пилот Рауль Вианелло погиб, штурман Димитрио Перес спасся. Третий «Puma Two» взорвался в воздухе, пилот Освальдо Пьедра и штурман Жозе Фернандес погибли.
19 апреля авиация контрреволюционеров прикрывала отступление и эвакуацию боевиков «Бригады 2506». Шестёрка A-26B (кодовые обозначения «Сумасшедшая собака 1-6, Mad Dog 1-6»), пилотируемых лётчиками 117-го авиакрыла Национальной Гвардии США, вступила в бой с парой кубинских T-33A. В ходе воздушного боя кубинским пилотам удалось одержать две воздушные победы, без потерь со своей стороны. Экипаж первого «Захватчика», Рили Шамбургер и Вэйд Грэй погиб при падении. Экипажу второго, Томасу Рэю и Лео Бэйкеру, удалось на подбитом самолёте сесть на пляж, однако ими был завязан бой с кубинцами в ходе которого оба были убиты.
Итоги применения
Таким образом, известно о шести воздушных победах кубинских T-33, среди экипажей было убито четыре коллаборациониста и четыре военнослужащих США. О подтверждённых потерях кубинских «Шутинг Старов» в воздушных боях информации нет.

### ВВС Пакистана
Весной 1971 года во время операции «Прожектор» в Восточном Пакистане находилось 3 истребителя T-33.

### ВВС Никарагуа
Истребители T-33 применялись сначала войсками лоялистов в ходе революции в 1979 году, а позднее и революционерами Сандино в ходе гражданской войны.
Перед началом революции у лоялистов было на вооружении семь таких истребителей, с бортовыми номерами с FAN304 по FAN310.
18 июля 1979 года Сандинистская Народная армия (СНА) одержала победу над правительственными войсками. На одной из авиабаз сандинисты захватили пять истребителей T-33 Shooting Star. Все пять трофейных «Шутинг Старов» были приняты на вооружение и получили бортовые номера с FAS172 по FAS176.

### ВВС Греции
Последнее известное столкновение истребителя T-33 с другим самолётом произошло в 1993 году. 21 июня T-33A 370-й аэ ВВС Греции (пилот И. Каратзоглоу) перехватил турецкий истребитель четвёртого поколения F-16C. Греческому «Шутинг Стару» удалось переманеврировать F-16, однако до открытия огня дело не дошло.

### Угоны
Япония
24 июня 1962 года авиационный техник ВСС Японии сержант Тахакаси попытался совершить угон в Китай самолёта T-33A Shooting Star японского производства (7-я аэ, 4-е крыло, р/н-а 81-5361/56-6908, с/н KAC1141). При взлёте с авиабазы Мацусима он не справился с управлением и разбил самолёт. «Шутинг Стар» восстановлению не подлежал, а Тахакаси отделался ранениями.
Тайвань
26 января 1969 года инструктор Хуан Тяньминь и ученик Чжу Цзинжун на самолёте T-33A (б/н 3024) Учебной Академии ВВС Тайваня дезертировали в КНР. На территории китайской провинции Фуцзянь они совершили жёсткую посадку на берегу реки. Трофейный самолёт был восстановлен.
Пакистан
20 августа 1971 года флайтлейтенант ВВС Пакистана Матьюр Рахман совершил попытку угона пакистанского истребителя T-33A в Индию, с целью вступить в освободительную армию Бангладеш. Рахман сел на место инструктора вместе с флайтофицером Рашидом Минхасом, который не знал о попытке угона. Когда Минхас понял куда летит Рахман он передал сообщение контролю полётами и начал его бить. В результате драки истребитель потерял управление и рухнул в районе западнопакистанского города Татта, оба погибли. Авиабаза возле бенгальского города Джессор была названа именем Матьюра Рахмана.

## Аварии и катастрофы
По неполным данным в инцидентах разбилось 548 самолётов T-33 (в это число как минимум не входят потери «Шутинг Старов» ВВС Кубы).

## Тактико-технические характеристики (Т-33А)

### Технические характеристики
- Экипаж: 2 человека
- Длина: 11,5 м
- Размах крыла: 11,85 м
- Высота: 3,56 м
- Площадь крыла: 21,8 м²
- Масса пустого: 3667 кг
- Максимальная взлетная масса: 6551 кг
- Двигатели: 1× ТРД Allison J33-A-35
- Тяга: 1×24,02 кН

### Лётные характеристики
- Максимальная скорость: 880 км/ч
- Крейсерская скорость: 720 км/ч
- Практическая дальность: 620 км
- Перегоночная дальность: 2050 км
- Практический потолок: 14 630 м
- Продолжительность полета: 3 часа 10 минут

### Вооружение
- Пулемётное: 2×12,7 мм пулемёта Browning M3 с 300 патронами на пулемёт
- Точек подвески: 2
- Боевая нагрузка: до 907 кг различного вооружения.

## Страны-эксплуатанты
| - Бельгия - Боливия - Бразилия - Мьянма - Канада - Чили - Китайская Республика - Колумбия - Куба - Дания | - Эквадор - Сальвадор - Франция - Германия - Греция - Гватемала - Индонезия - Иран-5ед. в ВВС - Италия - Япония | - Ливия - Мексика (T-33s recently retired) - Нидерланды - Никарагуа - Норвегия - Пакистан - Парагвай - Перу - Филиппины - Португалия | - Саудовская Аравия - Сингапур - Республика Корея - Испания - Таиланд: Royal Thai Air Force - Турция - США: US Air Force, US Navy - Уругвай - Венесуэла - Югославия |

## Галерея
- Lockheed T-33A USAF
- Lockheed NT-33A USAF
- T-33 Португальских ВВС
- T-33 Испанских ВВС
- T-33 Португальских ВВС

## Источник
- http://www.airwar.ru/enc/other/t33.html